# Killzone 3
| Mottagande      | Mottagande    |
| Samlingsbetyg   | Samlingsbetyg |
| Tjänst          | Betyg         |
| --------------- | ------------- |
| Gamerankings    | 86.32%        |
| Metacritic      | 84/100        |
| Recensionsbetyg |               |
| Publikation     | Betyg         |
| 1UP.com         | B+            |
| Edge            | 7/10          |
| Eurogamer       | 8/10          |
| Game Informer   | 9/10          |
| Gamepro         | 3.5/5         |
| Gamespot        | 8.5/10        |
| Gamespy         | 4/5           |
| Gametrailers    | 9.4/10        |
| Gamezone        | 9.5/10        |
| IGN             | 8.5/10        |
| PSM             | 10/10         |
| X-Play          | 4/5           |
| Gamereactor     | 7/10          |

Killzone 3 är ett skjutspel i förstapersonsskjutargenren från 2011 till Playstation 3. Spelet utvecklades av Guerrilla Games, och utgavs av Sony Computer Entertainment. Det är den fjärde delen i Killzoneserien och det första spelet i serien att presenteras i 3D och det första som innehåller rörelsekontroller med Playstation Move. Det släpptes över hela världen i februari 2011.

## Gameplay
Spelet är uppföljaren till Killzone 2 och liknar mycket det föregående spelet, fast med många nya modifieringar. Spelet tar nu plats i flera varierade miljöer såsom en raserad stad, främmande djungler, arktiska landskap och i yttre rymden, istället för enbart gatustrider som i Killzone 2. Spelaren tar återigen rollen som sergeant Tomas "Sev" Sevchenko. I detta spel kan Sev nu bära ett primärt vapen (såsom gevär, hagelgevär och kulsprutepistoler), ett tungt vapen (såsom kulsprutor, prickskyttegevär och raketgevär) samt en pistol som sidovapen, jämfört med Killzone 2 där man kan bära minst ett primärt vapen och ett sidovapen. Det finns många olika handlingar och särskilda alternativa rörelser som spelaren måste utföra för att gå vidare i uppdragen. Ibland måste Sev få hjälp av en kompis för att kunna klättra upp på en avsats, eller plocka loss olika monterade vapen från deras stativ för att använda mot helghasterna. Spelet innehåller även en hel del nya fordon att köra och nya vapen att skjuta med. De gamla vapnen från förra spelet har förbättrats, de har nu kikarsikte och bättre magasin.
Spelet har ett nytt närstridssystem, där Sev kan gå fram till en fiende och utföra en brutal handgemängsattack i form av olika kombinationer. Detta närstridssystem finns också i spelets flerspelarläge.

### Flerspelarläge
Man kan nu köra två spelare i spelets samarbetskampanj via split screen, dock inte online, där en spelar som Sevchenko och en annan spelar som Shawn Natko från Killzone 2 (som inte förekommer i spelets filmsekvenser).
I spelets flerspelarläge strider ISA och Helghasterna mot varandra i tre olika spellägen: Gerillakrig, Krigszon och Operationer. I Gerillakrig ska 2-16 spelare döda fiender från motståndarlaget. Den segrande fraktionen är den som dödar en viss mängd fiendesoldater eller flest fiendesoldater innan tiden tar slut. I Krigszon ska 2-24 spelare klara av olika uppdrag som förändras varje gång man spelar. Uppdragen är Erövra och försvara, Massmord, Lönnmord, Sök och hämta och Sök och förinta. I Operationer ska ISA och helghasterna, från 2-16 spelare, strida om tre speciella mål i tre uppdrag, där ISA attackerar och Helghasterna försvarar: Erövra och försvara, Leta upp och hämta och Sök och förinta. ISA måste vinna alla de tre målen, om de förlorar ett så vinner helghasterna. En ny funktion i flerspelarläget, som inte fanns i Killzone 2, är att spelaren kan använda olika färdmedel: som jet pack och artificiellt exoskelett, men som endast respektive finns i en bana.
Efter varje flerspelarmatch online visas ett resultatschema. Här visas olika typer av information om varje spelare, som poäng, statistik, erhållna band och befintlig grad.
Enligt spelets poängsystem så motsvarar en död spelare 100 poäng. Andra sorters poäng innefattar Assist (25 poäng), förstörda bottar (50 poäng), sprängverkan och handgemängsattacker (150 poäng) och målbaserade poäng mellan 150 och 600 poäng. 
Med dessa spelpoäng kan spelaren låsa upp nya förmågor och vapen till en eller flera spelkaraktärer. Det finns totalt fem olika karaktärer:
- Ingenjör: är en mekaniker som kan placera ut "vakttorn" (automatiska vapensystem). Ingenjörer kan också reparera trasiga ammunitionslådor, stationära vapen och vakttorn. Dessutom kan ingenjörer hacka och ta över fiendetorn.
- Skarpskytt: är en prickskytt som kan använda sin täckmantel som gör att spelaren framstår som helt genomskinlig. Skarpskyttar kan även avaktivera fiendens radar så att de inte kan se var deras motståndare befinner sig.
- Infiltratör: är en speciell soldat som kan förklä sig till medlem av motståndarfraktionen. Infiltratörer kan spurta snabbare än andra spelare och kan placera och desarmera sprängladdningar snabbare.
- Taktiker: är en officer som kan inta taktiska spawnplatser för sin fraktion. Taktiker kan också använda sin signalsändare som utgör markör för flygande "bottar" (flygande robotflygvapen).
- Fältsjukvårdare: är en sjukvårdsman som kan återuppliva sårade kamrater med högre maxhälsa och ammunition. Fältsjukvårdare kan också ha en medidroid (flygande robotflygvapen) som försvarar spelaren tills denne dör.

Det finns andra färdigheter som varje spelkaraktär kan förvärva, som kroppspansar, extra ammunition och primärvapen. Det kan endast erhållas när man uppnår en viss grad. Färdighetsband (som till exempel snabbare sikte och omladdning, ökad precision och kulskada eller dubbel XP) kan spelaren endast skaffa sig i en flerspelarmatch baserat på spelarens prestation. Man kan inte behålla färdighetsbanden.

#### Flerspelarlägen
| Namn                | Anmärkningar | Kan jämföras med   |
| ------------------- | --- | ------------------ |
| Erövra och Försvara | Spelarna ska inta och försvara vissa områden under längre tid än fienden inom den angivna tidmätaren.                                                                                        |                    |
| Lönnmord            | Anfallarna måste döda en slumpvis spelare från motståndarfraktionen innan tiden tar slut. Som beskyddare måste man skydda den spelare som är lönnmordsmålet.                                 |                    |
| Massmord            | Fraktionerna måste döda flera fiender än motståndarfraktionen innan tiden tar slut. | Team Death Match   |
| Sök och Förinta     | Den angripande fraktionen ska placera ut två sprängladdningar och spränga fiendemålet innan tiden tar slut. Den försvarande fraktionen måste hindra fiendefraktionen från att spränga målet. | Search And Destroy |
| Sök och Hämta       | Spelarna måste plocka upp och återlämna minst tre eller fler propagandahögtalare än fienden innan tiden tar slut.                                                                            | Capture the flag   |
| Leta upp och hämta  | Samma sak som Sök och Hämta, men som kallas så i spelläget "Operationer". | Capture the flag   |

## Offline
Spelet har ett offlineläge som heter Bottzon, där spelaren kan spela mot datorkontrollerade "bottar" i samma banor och spellägen som i spelets flerspelarläge. Man kan också välja sin egen svårighetsgrad på bottarna.

## Bakgrund
Händelserna i Killzone 3 är en direkt fortsättning på Killzone 2. Efter att ha dödat helghans kejsare Scolar Visari i förra spelet försöker sergeanterna Sev och Rico, tillsammans med de sista överlevande stridskrafterna från ISA, att fly från planeten Helghan. En stor del av ISA:s stridskrafter hade förintats av helghasternas rymdvärn och en atombomb, som förintade hela helghans huvudstad Pyrrhus, nedgjorde ytterligare liv ur ISA och lämnade resten i oreda.
Trots att helghans ledare är död strider helghast-trupperna fortfarande med massivt motstånd mot de överlevande ur ISA. Helghasterna blir nu ledda av amiral Orlock, befälhavare för helghans väpnade styrkor, som vill tillskansa sig Visaris tron och posten som Helghans nya Autark (ledare). Orlocks rival om tronen är Jorhan Stahl, som är ordförande för Stahl Arms, helghans största vapentillverkare som förser helghastarmén med fruktansvärda eldvapen. Det blir en politisk konflikt mellan de två samtidigt som de ville utradera ISA från Helghan.

## Handling
Spelet börjar sex månader efter händelserna i Killzone 2, i en in medias res, där två helghastsoldater ska rapporteras för vapentest i det hårt bevakade forskningsanläggningen och vapentillverkaren Stahl Arms, någonstans i det kalla Arktis på planeten Helghan. Efter det ska de gå till en avrättningsplats i anläggningen för att avrätta kapten Jason Narville från ISA, och denna avrättning är på väg att sändas på TV över hela planeten Helghan av ordförande Jorhan Stahl. En av de två helghastsoldaterna är på väg att avrätta ISA-kaptenen. Men denne vänder sig om mot Stahl, tar av sin hjälm och avslöjar sig som förste sergeant Tomas "Sev" Sevchenko och den andre soldaten som sergeant Rico Velasquez från ISA, och börjar skjuta mot ordföranden.
Skådeplatsen hoppar tillbaka sex månader, direkt efter att Rico hade dödat Helghast-kejsaren Visari. Sev och Rico återförenar sig med kapten Jason Narville utanför Scolar Visaris palats och de påbörjar sitt återtåg mot de återstående kryssarna ur ISA-flottan som ska ta dem bort från Helghan. Men samtidigt blir kryssarna attackerade av ett dussin Helghast-skepp, ISA:s marktrupper är skingrade och helghasterna är hack i häl på kapten Narvilles styrkor. Rico separeras från Sev när han ska hjälpa en ISA-grupp som blir hårt ansatt av helghaster. Sev, Narville och de återstående ISA-styrkorna ger sig av från planeten, och lämnar Rico och ISA-gruppen i sticket. Men de hinner inte i tid då alla ISA-kryssarna ger sig precis av eller förstörs av Helghasterna, och lämnar de sista ISA-soldaterna åt sitt sorgliga öde på Helghan.
Sex månader senare har Helghasterna fortfarande inte hittat de återstående ur ISA:s invasionsstyrka, till Helghans bestörtning. Stahl vägrar att ge sina vapenprototyper till Helghast-militären, eftersom admiral Orlock tidigare hade lovat att alla ur ISA skulle vara döda inom en timme, men när ett halvår har gått lever ISA ännu. Stahl ger order åt sin egen privata armé att jaga ifatt de återstående ur ISA, som gömmer sig i en Helghansk djungel. I ett läger i djungeln lider ISA-soldaterna av matbrist och sjukdomar. Narville skickar ut Sev och en annan soldat vid namn Kowalski för att etablera samband med Vekta och Jorden. Sev påträffar sedan tre helghastsoldater som testar ett nytt vapen mot en tillfångatagen ISA-soldat, som utsätts för bestrålad petrusit och får hela sin kropp sprängd i bitar. Narville och Sev får senare information om att ISA har kapitulerat och att de vill att Narville och hans trupp ska överlämna sig själva åt helghasterna som krigsfångar. Just då spårar helghasterna upp ISA i djungeln, angriper deras läger, dödar många ISA-soldater och Sev, Narville och resten av ISA-soldaterna blir krigsfångar åt Helghast.
Helghasterna för dem till Stahl Arms södra fäste i det kalla arktislandskapet, men just innan de anländer dit blir Sev räddad av Rico och hans ”jägare”. Sev övertalar Rico att de ska följa efter Narville och ISA-soldaterna. De stjäl två helghastkostymer och förklär sig till två helghastsoldater för att infiltrera Stahl Arms och rädda Narville och ISA-soldaterna. De båda upptäcker att krigsfångarna var försökspersoner för helghasternas nya fasansfulla vapen, och att Stahl har organiserat en plan för att bombardera hela jorden med dessa vapen med hjälp av en stor flotta av enorma Helghast-skepp.
Admiral Orlock (som nu är Helghans nya diktator) får besked om Stahls misslyckade plan att avrätta ISA-kaptenen och ger order åt Stahl att omedelbart leverera sina vapen till militären. Under tiden förföljer ISA Helghast-flottan för att stoppa Stahl från att förgöra jorden. De får syn på en rymdhiss som leder till en rymdstation där Helghast-flottan har sin bas. De kommer sedan till en dal där de träffar på ett märkligt försvarsverk, som drivs av bestrålad petrusit, som får ISA-soldaterna att stanna kvar eftersom varje liten rörelse kan få deras kroppar att explodera helt. Sev och Rico kommenderar en mobil (självgående) fabrik, river ner försvarsverket och räddar Narvilles styrka. Nu kan ISA fortsätta vidare mot rymdhissen, men en MAWLR (ett gigantiskt Helghast-krigsmaskin) stoppar ISA-soldaterna och dödar många av dem. Men Sev, Rico, Narville och ISA-soldaterna förstör den stora MAWLR:n och fortsätter vidare med rymdhissen till yttre rymden. Stahl ombeds att möta upp amiral Orlock i rymdstationen och överlämna sina vapen, men Stahl överrumplar Orlock och efter en kort strid mellan de två blir Orlock mördad av Stahl, så att han kunde fullfölja sin plan att förgöra jorden och bli Helghans nya diktator.
Sev, Rico, Narville och ISA-soldaterna stjäl två Helghast-skepp, av vilken ett är bestyckat med en atombomb, och angriper Stahls kryssare med honom ombord. Sev lyckas skjuta ner Stahls kryssare, men den försöker att landa på Helghan. Sev tillåter inte det och förgör kryssaren med sin atombomb. Det resulterar i en explosionen som förstör både kryssaren och hela Helghast-flottan och en chockvåg av bestrålad petrusit uppslukar hela planeten Helghan, som utplånar allt som står i dess väg. De två ISA-skeppen undviker förintelsen, de har räddat jorden och kan till slut lämna Helghan med livet i behåll.
Vid slutet av spelet kan man se två helghastsoldater som patrullerar bland Helghans ruiner. De hittar och öppnar en flyktkapsel bland ruinerna och de välkomnar en person vars identitet inte kan ses. Sedan börjar sluttexten.

## 3D
Killzone 3 är även helt utvecklat för att använda dagens yttersta teknologi. Spelet går att spela både i 2D och 3D. För att kunna ha nöje av stereoskopisk 3D behövs en 3DTV.  Tack vare spelets HDR-optimering av ljudet kan man höra tyngden av vapnen som beskjuts.

## Demo
En demo till spelet släpptes i Europa den 16 februari 2011. Denna demo består av respektive en 2D-version och en 3D-version, som har stöd för Playstation Move och äger rum i ett arktiskt landskap. Endast i 2D-versionen innehåller det split-screen för två spelare.